# Albert Stankowski

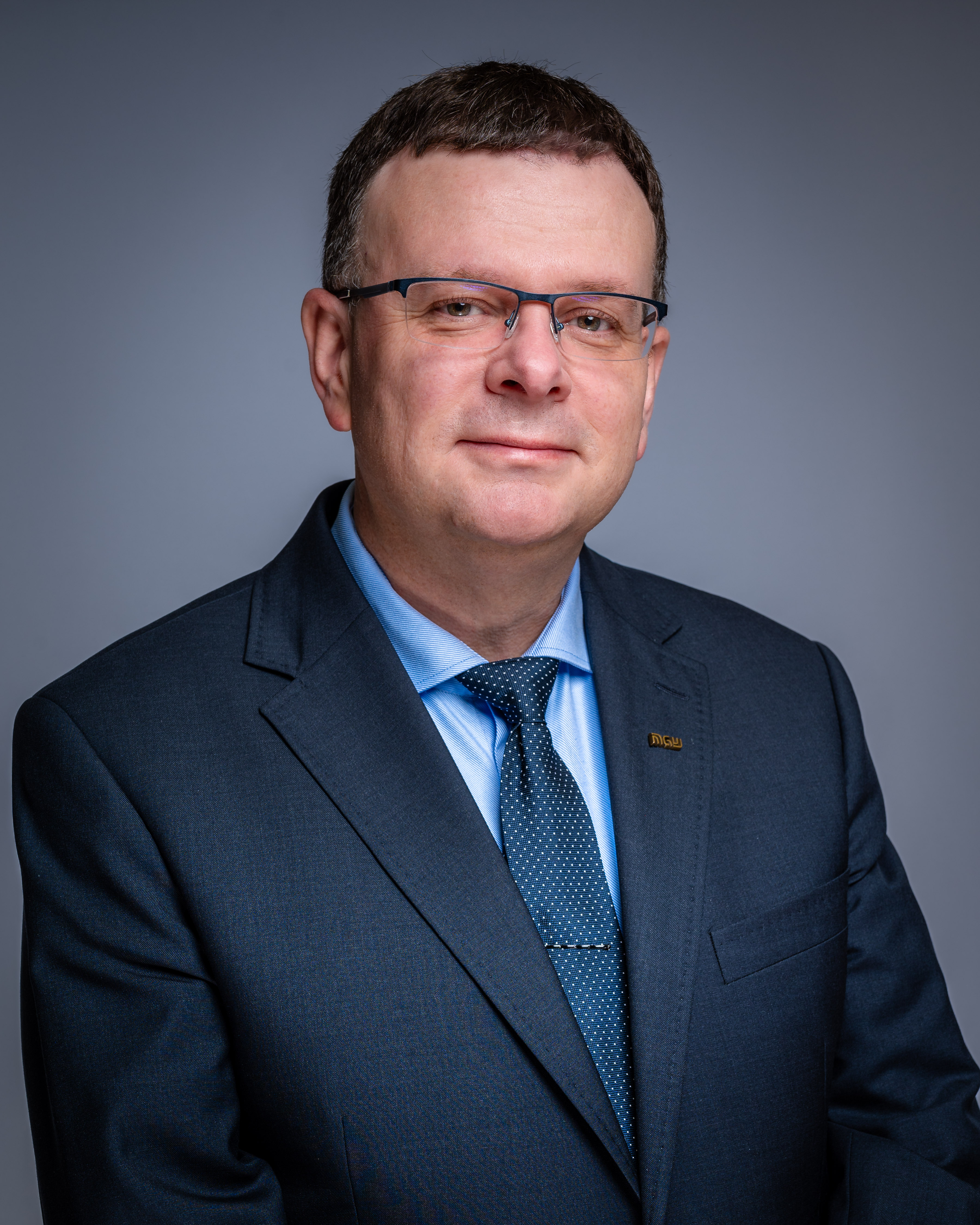
Albert Stankowski

Albert Stankowski (* 22. Oktober 1971 in Stettin) ist ein polnischer Historiker, Mitglied des Vereins Jüdisches Historisches Institut in Warschau und Leiter der Immateriellen Sammlung des Museums der Geschichte der polnischen Juden.

## Leben
Albert Stankowski kam in Stettin als Sohn von Dariusz Stankowski und Krystyna (geb. Kot) auf die Welt. Sein Vater war in den Jahren 1941–1956 Gefangener stalinistischer Gefängnisse. Albert Stankowski schloss 1989 das Liceum Ogólnokształcące im. Mikołaja Kopernika w Kołobrzegu (Mikołaj Kopernik-Lyzeum in Kolberg) ab. In den Jahren 1990–1995 studierte er am Institut für Geschichte an der Universität Stettin, und 1995–1998 an der Fakultät für Politikwissenschaften der Universität Stettin. 1997–2001 absolvierte er das Doktoratsstudium am Institut für Geschichte der Universität Warschau, 2006–2007 das postgraduale Managerstudium an der Szkoła Główna Handlowa in Warschau (Warsaw School of Economics). Er absolvierte auch ein einjähriges postgraduales Museumswissenschaftsstudium am Institut für Kunstgeschichte der Universität Warschau im Jahr 2012.
In den Jahren 2000–2001 war Albert Stankowski Vorleser für zeitgenössische Geschichte und polnisch-jüdische Beziehungen an der Universität Warschau. 2000 war er der Koordinator und Mitglied des Komitees zur Errichtung von Lapidarien in Kołobrzeg beim Stadtpräsidenten im Rahmen des internationalen Programms „Dni Tolerancji – Kołobrzeg 2000“ (Tage der Toleranz – Kolberg 2000). In den Jahren 2003–2007 koordinierte er das „Program Pamięci“ (Gedenkprogramm), dass durch die Fundacja Ochrony Dziedzictwa Żydowskiego (Stiftung zum Schutz des jüdischen Erbes) in Warschau organisiert wurde. 2007–2011 war er Koordinator und Gründer des internationalen multimedialen Projekts Virtuelles Schtetl im Museum der Geschichte der polnischen Juden. Seit 2011 ist er Mitglied des Vereins Jüdisches Historisches Institut. Seit 2012 ist er als Leiter der Immateriellen Sammlung des Museums der Geschichte der polnischen Juden tätig.

## Publikationen
- Demograficzne skutki Holokaustu und Życie religijne społeczności żydowskiej, Mitverfasser [in:] Następstwa zagłady Żydów. Polska 1944–2010, Lublin 2011, ss. 15-39; 215-245
- Auswahl von Dokumenten in: Jewish Studies at the CEU, Budapest 2002–2003, ss. 297-306
- Zerwanie stosunków dyplomatycznych z Izraelem przez Polskę w czerwcu 1967 roku, [in:]  „Rozdział wspólnej historii Studia z dziejów Żydów w Polsce“, Warszawa: Cyklady, 2001, ss. 355-374
- Nowe spojrzenie na statystyki dotyczące emigracji Żydów z Polski po 1944 roku, ss. 103-151. „Studia z historii Żydów w Polsce po 1945 roku“, Warszawa: Żydowski Instytut Historyczny, 2000, s. 151
- Stosunki polsko-izraelskie w latach 1947–1951, Acta politica, Uniwersytet Szczeciński, Szczecin: 1999, No. 12, ss. 59-82
- Poland and Israel: Bilateral Relations 1947–1953 [in:] Jews in Eastern Europe No. 3(37), Jerusalem 1998.
- Emigracja Żydów z Pomorza Zachodniego w latach 1945–1960 [in:] Studia z historii i kultury Żydów w Polsce po 1945 roku, A. Grabski, M. Pisarski, A. Stankowski, Warszawa: Trio, 1997, ss. 83-141

## Auszeichnungen
- 2010: Goldstern NCIV verliehen durch das National Council for International Visitors (USA)[4]